# 80 ليجز
80 ليجز هي زواحف ويب على شبكة الإنترنت التي تسمح للمستخدمين بإنشاء وتشغيل الشبكة بالزحف من خلال برامجها كمنصة خدمة.

## التاريخ
تم إنشاء 80 ليجز بواسطة الزحف الحاسوبية (Computational Crawling)، وهي شركة في هيوستن، تكساس. أطلقت الشركة نسخة البيتا الخاصة من 80 ليجز في أبريل 2009 وأطلقت الخدمة علنا في مؤتمر 09 DEMOfall. في وقت إطلاقها العلني، عرضت 80 ليجز خدمات ويب مخصصة للزحف. وأضاف منذ ذلك الحين خطط الاشتراك وعروض المنتجات الأخرى.

## التقنية
بنيت 80 ليجز في أعلى شبكة الحوسبة الشبكية الموزعة، وتقدمها شركة منفصلة. هذه الشبكة تتكون من حوالي 50000 جهاز حاسوب فردي، وزعت في جميع أنحاء العالم، وتستخدم تكنلوجيا النطاق عريض الترددي (bandwidth monitoring technology) لمنع زيادة عرض النطاق الترددي (bandwidth cap overages).

## وصلات خارجية
- الموقع الرسمي.